# Pohar, Skole
Pohar (în ucraineană Погар) este un sat în comuna Oreava din raionul Skole, regiunea Liov, Ucraina.

## Demografie
Componența lingvistică a localității Pohar
     Ucraineană (99,26%)
     Alte limbi (0,5%)
Conform recensământului din 2001, majoritatea populației localității Pohar era vorbitoare de ucraineană (99,26%), existând în minoritate și vorbitori de alte limbi.